# Mitchell Freeway

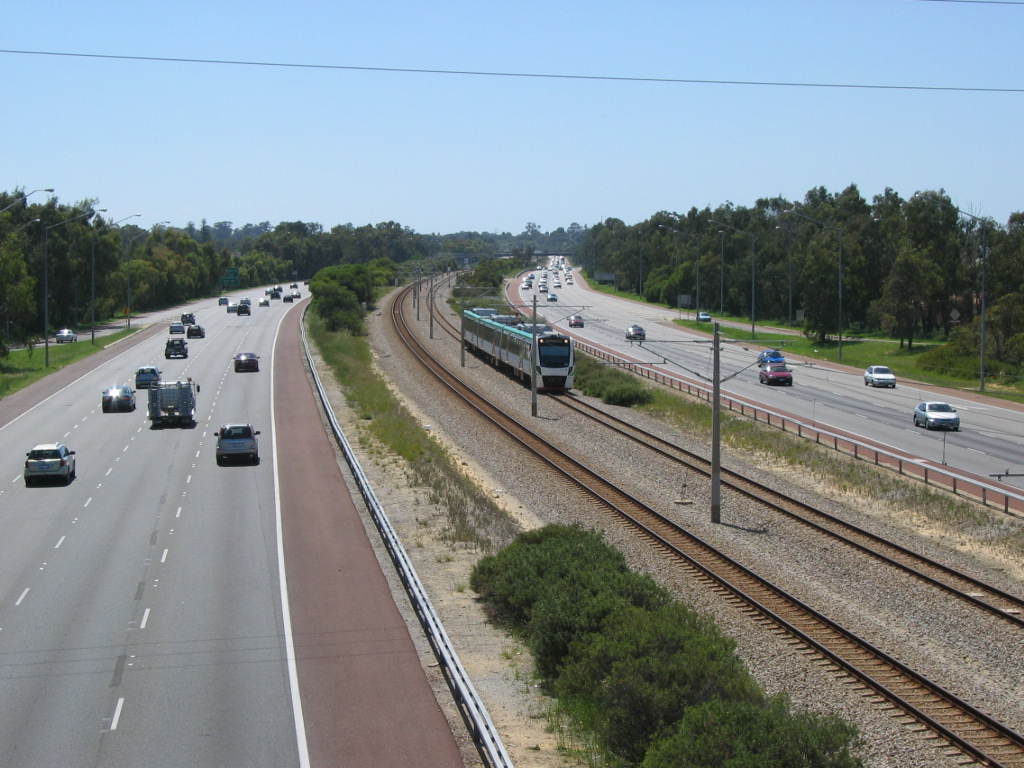
Mitchell Freeway.

La Mitchell Freeway est une autoroute de 30 kilomètres de long située au nord de Perth, en Australie-Occidentale. Elle relie Perth à Joondalup.
Plus au sud se situe la Kwinana Freeway et la Forrest Highway.